# Ossewabrandwag

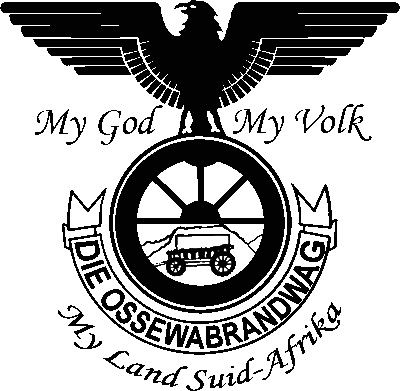
Logo Ossewabrandwag z hasłem w języku afrikaans: Mój Bóg, mój naród, mój kraj Południowa Afryka

Ossewabrandwag (z afr. Strażnik transportu wołów, skrót. OB) – południowoafrykańska organizacja polityczna i paramilitarna o orientacji skrajnie prawicowej i narodowosocjalistycznej, działająca w latach 1939–1952.
Została założona 4 lutego 1939 r. w Bloemfontein. Liderem ruchu był znany prawnik Johannes Van Rensburg. Program Ossewabrandwag był oparty na całkowitym sprzeciwie wobec polityki rządzącej Partii Jedności Jamesa Hertzoga i Jana Smutsa, dążeniu do pełnej niezależności Związku Południowej Afryki oraz samorządu ludności białej. Była silnie powiązana z ugrupowaniem nacjonalisty Daniela F. Malana – Oczyszczoną Partią Narodową. Gdy rząd Jana Smutsa 6 września 1939 r. podjął decyzję o przyłączeniu się do wojny przeciwko III Rzeszy, OB rozpoczęło akcję sabotażową przeciwko niemu. W tym celu sformowano specjalne oddziały szturmowe wzorowane na nazistowskim SA pod nazwą Stormjaers, których dowódcą został późniejszy premier i prezydent Balthazar Johannes Vorster. Sabotowały one rządy brytyjskie w kraju. Wielu działaczy OB w 1944 r. trafiło z tego powodu do obozu internowania w Koffiefontein.
W końcu wojny OB została wchłonięta przez Partię Narodową, choć formalnie istniała do 1952 roku.